# Saudrupt
Saudrupt ist eine französische Gemeinde mit 191 Einwohnern (Stand 1. Januar 2022) im Département Meuse in der Region Grand Est (bis 2015 Lothringen).

## Lage
Die Gemeinde Saudrupt liegt in der Landschaft Barrois an der Saulx auf halbem Weg zwischen den Städten Saint-Dizier und Bar-le-Duc.

## Geschichte
Der Ort wurde als Saldarensis erstmals 1022 urkundlich erwähnt.

### Bevölkerungsentwicklung
| Jahr      | 1962 | 1968 | 1975 | 1982 | 1990 | 2002 | 2008 | 2019 |
| Einwohner | 211  | 204  | 198  | 196  | 198  | 202  | 206  | 193  |

## Sehenswürdigkeiten
- Kirche Saint-Martin aus dem 19. Jahrhundert